# Karl Frey (Pädagoge)

Karl Frey (ca. 1988)

Karl Frey (* 1. Februar 1942 in Merenschwand/Schweiz; † 3. Juni 2005 in Zürich) war ein Schweizer Pädagoge und Hochschullehrer. 

## Leben
Karl Frey besuchte das Gymnasium an der Stiftsschule Einsiedeln und anschließend Philosophie an der Universität Löwen, Psychologie an der Universität Münster sowie an der Universität Freiburg/Schweiz und promovierte dort 1968. Bis 1971 war er in Freiburg am dortigen Zentrum für Lehrplanforschung tätig. An der Universität Konstanz habilitierte er sich 1970 und wurde 1971 als Professor für Erziehungswissenschaft an der Christian-Albrechts-Universität zu Kiel berufen. Dort leitete er außerdem das 1966 gegründete Institut für die Pädagogik der Naturwissenschaften (IPN). Im Jahre 1988 wechselte er dann auf eine Professur für Erziehungs- und Verhaltenswissenschaft an der ETH Zürich. Seit 1994 gründete er mehrere unternehmerisch geführte Einrichtungen zur Vermittlung von Unterrichtsdienstleistungen (Frey-Akademien). Sein Buch über die Projektmethode hat eine hohe Auflagenzahl erreicht.

## Schriften (Auswahl)
- Der Lehrplan der Real-, Sekundar- und Bezirksschulen.  Eine vergleichende Analyse zur Koordination und Neugestaltung der kantonalen Lehrpläne in der Schweiz. Beltz, Weinheim 1968 (Dissertation Universität Freiburg/Schweiz) (2. Aufl. 1969).
- Die Ausbildung der Lehrer. Eine Modellanalyse des Unterrichts in den 52 Lehrerbildungsanstalten zum Zwecke der Curriculumreform; Bericht. Beltz, Weinheim 1969.
- Die Lehrerbildung in der Schweiz. Eine analytische Darstellung der 52 Lehrerbildungsanstalten in Hinsicht auf ihre Reform. Beltz, Weinheim 1969.
- Der Bildungsauftrag der Realschule. 2. Aufl. Beltz, Weinheim 1969.
- (Hrsg.): Kriterien in der Curriculumkonstruktion. Beltz, Weinheim 1970 (2. Aufl. 1971).
- Theorien des Curriculums. Beltz, Weinheim 1971, ISBN 3-407-19002-6 (Habilitationsschrift Universität Konstanz) (2. Aufl. 1972).
- (Mithrsg.): Integriertes Curriculum Naturwissenschaften der Sekundarstufe I. Projekte und Innovationsstrategien. Beltz, Weinheim 1974, ISBN 3-407-69103-3.
- (Mitautor): Lehrerbildung für die Schulreform (UTB, Bd. 437). Haupt, Bern 1975, ISBN 3-258-01062-5.
- Forschungsplanung am IPN. Konzeptionen, Bedingungen, Erfahrungen. Institut für Pädagogik der Naturwissenschaften, Kiel 1980.
- Die Projektmethode. "Der Weg zum bildenden Tun" (= Beltz-Bibliothek, Bd. 106). Beltz, Weinheim 1982, ISBN 3-407-50106-4 (12. Aufl. 2012, ISBN 978-3-407-25688-1).
- mit Angela Frey-Eiling: Allgemeine Didaktik. Arbeitsunterlagen zur Vorlesung. 6. Aufl. vdf, Zürich 1993, ISBN 3-7281-1906-7.
- mit Angela Frey-Eiling: Ausgewählte Methoden der Didaktik (UTB, Bd. 8428). vdf Hochschulverlag AG, Zürich 2010, ISBN 978-3-8252-8428-2.